# 11803 Turrini
11803 Turrini è un asteroide della fascia principale. Scoperto nel 1981, presenta un'orbita caratterizzata da un semiasse maggiore pari a 3,0407941 UA e da un'eccentricità di 0,1153915, inclinata di 13,95479° rispetto all'eclittica.